# Захаров Юрій Володимирович
Юрій Володимирович Захаров (рос. Юрий Владимирович Захаров; 24 березня 1937, Ростов-на-Дону, СРСР) — радянський футболіст і тренер, дворазовий володар Кубка СРСР (1961,1962), майстер спорту СРСР (1961), Заслужений тренер УРСР (1978).

## Футбольна біографія

### Кар'єра гравця
Народився Юрій Захаров в місті Ростов-на-Дону, в багатодітній сім'ї, де був наймолодшою, шостою дитиною. Навчався в 37 школі, в одному класі з Віктором Понєдєльніком, в майбутньому так само відомим футболістом. Футболом почав займатися із семи років, у тренера Івана Юхимовича Гребенюка. Займався також і іншими видами спорту — волейболом, баскетболом, вже з десятого класу грав центральним нападником збірної міста з хокею. Але все ж перевага була віддана футболу. Грав за юнацьку команду «Буревісник», а після закінчення школи став виступати за місцеву команду «Торпедо», що грала в класі «Б» і провів там чотири сезони.
У 1958 році Абрам Дангулов, що тренував «Шахтар» із Сталіного, запросив Юрія у свою команду. Дебютував молодий нападник в гірницькій команді 26 квітня, в матчі проти «Динамо» (Тбілісі). У своєму першому сезоні частіше виходив на заміну, але вже з наступного став повноцінним гравцем основи, за підсумками чемпіонату забивши шість м'ячів і разом з Іваном Федосєєвим став найкращим бомбардиром своєї команди.
У 1960 році нападник був призваний в армію і направлений в ростовський СКА. Але через рецидив старої травми футболіст практично не грав. По закінченні сезону був демобілізований і повернувся в Донецьк. Наступні два сезони стали найбільш успішними в кар'єрі Захарова. Разом з командою форвард двічі поспіль, у 1961 і 1962 роках перемагає в розіграші Кубка СРСР, внісши солідний внесок у кубкові тріумфи «Шахтаря» і зігравши у двох переможних турнірах 10 матчів і відзначився 9 забитими голами.
У сезоні 1963 року через загострення травми меніска практично не грав, внаслідок чого, з наступного сезону, за рекомендацією старшого тренера Олега Ошенкова, Захаров перейшов у донецький «Локомотив», а пізніше грав у сумському «Спартаку». Але травма так і не дозволила грати в повну силу і в 28-річному віці Юрій змушений був завершити ігрову кар'єру.

### Кар'єра тренера
Тренерську кар'єру Юрій Володимирович починав на посаді помічника старшого тренера в краматорському «Авангарді». Звідти перейшов на роботу в групу підготовки при донецькому «Шахтарі», після чого Олег Ошенков запросив Захарова в тренерський штаб донецької команди, де той відповідав за підготовку дублюючого складу. З молодіжною командою в 1967 і 1969 роках Юрій Володимирович переміг в першості країни серед дублерів, а в 1968 році став з резервістами срібним призером.
Влітку 1970 року в Югославії відбувся чемпіонат Європи серед студентів, де вперше брала участь і радянська збірна. Право представляти країну в цьому турнірі було надано молодим футболістам з Донецької області, а очолив колектив Юрій Захаров. Команда впевнено провела весь турнір, перемігши у фіналі з рахунком 2:1 збірну Іспанії, вперше завоювавши трофей студентської першості Європи.
Сезон 1971 року для «Шахтаря» складався невдало, команда втрачала важливі очки і все нижче опускалася в турнірній таблиці. На початку червня тренер гірників Артем Фальян подав у відставку. У наступних двох матчах, виграних донецькою командою в «Кайрата» 2:1 і «Зеніту» 4:1, обов'язки старшого тренера виконував Юрій Захаров. Але незабаром команді був представлений новий тренер — Микола Морозов, після чого Юрій Володимирович залишив команду і вже в серпні очолив жданівський «Металург». Після першого кола сезону 1972 року, жданівська команда займала перше місце серед 24 колективів української зони другої ліги і незабаром, розпорядженням Федерації футболу УРСР, Захарова призначають старшим тренером першолігового «Металурга» із Запоріжжя.
Сезон 1974 року наставник розпочав на посаді старшого тренера донецького «Шахтаря». Але виправдати надії керівництва донецького Захарову не вдалося, очікуваного прогресу в грі і турнірному становищі команди домогтися не вийшло і в серпні тренер змушений був здати свій пост Володимиру Салькову.
У наступному сезоні Захаров очолив ворошиловградську «Зорю», яку вивів у фінал Кубка СРСР, де його команда поступилася єреванському «Арарату». Але в чемпіонаті колектив грав не так успішно, займаючи місце в середині турнірної таблиці, що дало привід керівникам області відправити тренера у відставку. Через два роки Захаров знову приймає ворошиловградський клуб, який переживав до того часу не кращі часи. Команду покинули провідні гравці і тренер був змушений вводити до складу молодих футболістів. Саме Захаров став випускати в основному складі 16-річного Олександра Заварова, що згодом став провідним гравцем збірної СРСР. Наставник намагався знайти оптимальний склад, але молодій команді не вистачало досвіду і часу щоб зігратися. «Зоря» показувала нестабільну гру і як результат, не змогла втриматися у вищому дивізіоні.
Надалі Юрій Володимирович очолював запорізький «Металург» і «Кремінь», працював з російською командою АПК (Азов), виховував юних футболістів СДЮШОР та УОР (училище олімпійського резерву) міста Донецьк. Одинадцять років тренував аматорську команду «Угольок», яка представляла донецьку шахту «Трудівська», після чого вийшов на пенсію.

## Освіта
Закінчив Ростовський державний педагогічний інститут.

## Родина
Одружений. Дружина Раїса Опанасівна працювала в молочній промисловості.

## Досягнення

### Як гравця
- Володар Кубка СРСР: (1961), (1962)

### Як тренера
- Фіналіст Кубка СРСР: (1975)
- Чемпіон Європи серед студентів: (1970)
- Переможець першості СРСР серед дублерів: (1967), (1969)

## Нагороди
Нагороджений орденом «За заслуги» III ступеня (1.12.2011).